# ハーモニィセンター
公益財団法人ハーモニィセンターは、自然体験を通じて青少年が立派に成長できることを目的にして、子供キャンプ事業などを実施している公益法人。元文部科学省所管。本部所在地は東京都渋谷区代々木神園町3-1、国立オリンピック記念青少年総合センター内。

## 沿革
- 1961年2月 - 東京都目黒区下目黒の下宿の一室で、ボランティアグループ「ハーモニィサークル」として発足。
- 1964年 - 「ハーモニィセンター」設立、専従スタッフを置く。
- 1966年 - 東京都調布市のつつじヶ丘児童館で活動していた、ハーモニィセンター専従スタッフで大学生の金子詔一が「今日の日はさようなら」を作詞作曲。
- 1976年 - 当時の文部省から認可を受け、財団法人ハーモニィセンターとなる。
- 2013年 - 公益財団法人ハーモニィセンターとなる。

## 団体概要
- 代表理事：村松真哉
- 職員数：70名
- 所有牧場数：3箇所
- 自治体からの運営委託施設（動物広場等）：8箇所
- 馬保有頭数：98頭
- 会員数：1700家庭